# Tombe de Polichinelle
La tombe de Polichinelle (en italien : tomba del Pulcinella) est une des tombes étrusques peintes de la nécropole de Monterozzi, proche de la ville de Tarquinia. 

## Description
La tombe a été découverte le 18 octobre 1872 et daterait du VIe siècle av. J.-C. Il s'agit d'une tombe dite a camera (chambre rectangulaire avec un plafond à double pente) dont les dimensions sont de  3,22 × 2,87 × 1,83 m (h).
Son nom provient du Phersu dansant (rapproché de Pulcinella) peint sur la paroi de gauche. En effet sur la peinture le Phersu est représenté vêtu du centungulus, une veste à losanges de couleurs diverses propre à Arlequin et est coiffé d'un pileus, béret conique attribué traditionnellement à Polichinelle. 
Les fresques en mauvais état ont été endommagées par des tombaroli.
Sur le fronton de la paroi du fond deux lions se font face à la partie de soutien du columen.
Sur les parois latérales du sommet desquelles pendent des couronnes de fleurs, se trouvent des fresques représentant des jeux rituels en l'honneur du défunt : danses, musiques, épreuves athlétiques et courses de chevaux. 
Une lyre est peinte au centre de la paroi du fond.